# Dirección de Presupuestos de Chile
La Dirección de Presupuestos (también conocida como Dipres) es un organismo estatal chileno, creada en 1927 por medio de la ley 4.520 orgánica de presupuestos, que tiene como objetivo velar por la eficiente asignación y uso de los recursos públicos en el marco de la política fiscal, mediante la aplicación de sistemas e instrumentos de gestión financiera, programación y control de gestión. Depende administrativamente del Ministerio de Hacienda. Su directora nacional es Javiera Martínez Fariña, quién ejerce desde marzo de 2022, actuando bajo el gobierno de Gabriel Boric.

## Historia

### Antecedentes
El 24 de agosto de 1927, producto de las recomendaciones de la misión Kemmerer que asesoró al Gobierno de Chile en la organización de la administración financiera del Estado, se creó mediante el Decreto N° 1.924 la Oficina de Presupuestos y el 9 de enero de 1929 se publicó la Ley n.º 4.520 Orgánica de Presupuestos.
En diciembre de 1959, bajo el gobierno de Jorge Alessandri, se publicó el DFL N° 47 que derogó la ley N° 4.520 e introdujo innovaciones y modificaciones sustanciales en las técnicas presupuestarias. En 1960 la «Oficina de Presupuestos» pasó a llamarse «Dirección de Presupuestos» y se crearon la «Oficina Central de Organización y Método» y la «Escuela Nacional de Adiestramiento». En 1970 se instauró la Subdirección de Racionalización y Función Pública, bajo cuya responsabilidad quedaron ambas oficinas.

### SigloXXI
El 28 de agosto de 2018, el ministro de Hacienda Felipe Larraín en conjunto con el director de la Dipres, Rodrigo Cerda, realizó el lanzamiento la plataforma «Presupuesto Abierto», iniciativa que transparenta la ejecución presupuestaria de todo el gobierno central en una serie de visualizaciones agregadas en las que es posible llegar hasta el nivel de transacción en cada institución. De esta forma la ciudadanía tiene disponibles la información completa desde el año 2016 para más de 200 servicios públicos. Así mismo, mediante un buscador, es posible revisar los proveedores y receptores finales de fondos de cada institución, teniendo visualizaciones en que desde la agregación permite ver el a que servicios y que montos transa cada uno de estos proveedores y receptores evitando tener que ir servicio por servicio solicitando la información vía ley de transparencia.

## Objetivos
En el marco de su misión la Dirección de Presupuestos ha definido los siguientes objetivos estratégicos:
1. Fortalecer el presupuesto como instrumento para la asignación eficiente de los recursos públicos, en función de los objetivos prioritarios de la acción gubernamental, optimizando los procedimientos para la formulación, discusión, ejecución y evaluación del mismo.
2. Estimar las entradas (ingresos, excedentes e intereses de activos financieros) del sector público y su rendimiento proyectado y optimizar la capacidad de movilización de recursos para el logro de los objetivos de la acción gubernamental.
3. Promover la eficiencia en el uso de los recursos públicos a través de la integración de los instrumentos de control de gestión pública con el presupuesto.
4. Fortalecer la coordinación de la Dipres con los actores con los cuales se relaciona (Ministerios, Segpres, Contraloría, Congreso, Gremios, otros), para agilizar la elaboración y tramitación de los anteproyectos y proyectos de ley en los ámbitos propios de su responsabilidad.
5. Informar a las instituciones públicas, al Congreso Nacional y a la ciudadanía en general sobre la asignación y aplicación de los recursos financieros del sector público y sus perspectivas de mediano plazo, a través de la página web o de información física enviada al Congreso, a la Presidencia y a otras instituciones o a la ciudadanía, estas últimas según requerimiento.

## Estructura
La Dirección de Presupuestos está compuesta por la «Unidad de Auditoría Interna» y la «Unidad Jurídica», quienes asesoran al director nacional. Así mismo, bajo su dependencia se encuentran dos subdirecciones, dos divisiones, dos unidades y un departamento:
- Subdirección de Presupuestos
  - Departamento de Administración Presupuestaria
    - Educación
    - Seguridad Pública
    - Vivienda y Bienes Nacionales
    - Innovación y Competitividad
    - Obras Públicas y Transportes
    - Trabajo
    - Ministerios Políticos y Poderes Autónomos
    - Interior y Descentralización
    - Defensa, Justicia y Desarrollo Social
    - Medio Ambiente, Deporte y Relaciones Exteriores
    - Salud
    - Cultura, Energía, Minería, Hacienda y Mujer
    - Desarrollo Presupuestario

  - Inversiones
    - Transparencia
    - Gestión Inmobiliaria y Compras Estratégicas
- Subdirección de Racionalización y Función Pública
  - Estudios
  - Institución Laboral
  - Estadísticas
  - Biblioteca
- División de Control de la Gestión Pública
  - Evaluación de Programas Públicos
  - Gestión Pública
  - Asistencia Técnica
  - Revisión del Gasto Público
- División de Finanzas Públicas
  - Coordinación
  - Programación Financiera
  - Crédito Público
  - Empresas Públicas
  - Pasivos Contingentes y Concesiones
  - Proyecciones fiscales
- Unidad de Administración y Finanzas
  - Finanzas
  - Adquisiciones
  - Control de Gestión
  - Servicios Generales
  - Oficina de Partes
- Unidad de Gestión y Desarrollo de las Personas
  - Personal
  - Desarrollo Organizacional
  - Bienestar
- Departamento de Tecnologías de la Información
  - Gestión TI
  - Infraestructura TI
  - Producción TI
  - Proyectos de Negocios
  - Servicios

## Directores nacionales
Desde el año 1927, 29 profesionales han ejercido el cargo de Director de Presupuestos:
- Raúl Simón Bernard (1927-1930)
- Alfonso Fernández Martorelli (1930-1931)
- César Barros Ortiz (1931)
- Fernando Mardones Restat (1932-1936)
- Roberto Vergara Herrera (1936-1939)
- Óscar Soto Ibarra (1939-1954)
- Heraclio Martínez Gajardo (1954)
- Sergio Molina Silva (1954-1964)
- Edgardo Boeninger Kausel (1964-1969)
- Victoria Arellano Stark (1969-1970)
- Vladimiro Arellano Colima (1970-1973)
- Mario Vergara Pérez (interina) (sept.-nov. 1973)
- Juan Villarzú Rhode (1973-1975)
- Juan Carlos Méndez González (1975-1981)
- Martín Costabal Llona (1981-1984)
- Jorge Selume Zaror (1985-1989)
- Pablo Ihnen de la Fuente (1989-1990)
- José Pablo Arellano Marín (1990-1996)
- Mario Marcel Cullell (oct.-nov. 1996)
- Joaquín Vial Ruiz-Tagle (1997-2000)
- Mario Marcel Cullell (2000-2006)
- Alberto Arenas de Mesa (2006-2010)
- Sergio Granados Aguilar (feb.-mar. 2010)
- Rosanna Costa Costa (2010-2014)
- Sergio Granados Aguilar (2014-2018)
- Rodrigo Cerda Norambuena (2018-2019)
- Matías Acevedo Ferrer (2019-2021)
- Cristina Torres Delgado (2021-2022)
- Javiera Martínez Fariña (2022-)[8]